# Taisiya Bekbulatova
Taisia Bekbulatova é uma jornalista russa. Em 2019, ela fundou sua própria revista online Holod Media, que ganhou prêmios. Em 2020, ela foi presa no mesmo dia que Ivan Safronov. Ela foi rotulada como agente estrangeira na Rússia e mudou-se com seus colegas jornalistas para fora da Rússia quando notícias "falsas" se tornaram ilegais. Em 2022, ela foi nomeada uma das 100 mulheres da BBC.

## Início de vida
Taisia estudou jornalismo na Universidade Estadual de Moscou. Ela foi estagiária no jornal diário russo Kommersant em seu quarto ano. Sua professora de jornalismo, Lyudmila Resnyanskaya, a encorajou a ser uma jornalista política.
Em 2012, ela começou a trabalhar como correspondente do departamento de política do Kommersant. Em 2017, tornou-se correspondente especial da publicação online Meduza, onde escreveu e editou sobre assuntos políticos e não políticos até 2019.
Ela lançou sua própria revista online Holod Media, em 2019. A primeira grande história foi a cobertura de sua investigação de três meses sobre um assassino em série e estuprador que escapou da captura. Dmitry Lebed era um motorista de táxi de Abakan, na remota região de Khakassia e foi preso várias vezes e depois solto para continuar seus crimes. As mulheres que sobreviveram a seus ataques foram rejeitadas pela polícia e negaram justiça a ela e capacidade de incriminá-lo. A história "Road to Askiz" foi publicada em agosto de 2019 e ganhou o primeiro prêmio de Holod da Redkollegia. Ela logo reuniu uma equipe de outros jornalistas.
Autoridades russas que estavam investigando Ivan Safronov revistaram sua casa em julho de 2020. Safronov foi preso no mesmo dia por ser suspeito de ser um traidor. Pavel Chikov, que foi contatado por ela quando os funcionários chegaram, disse que ela foi levada para interrogatório e seu advogado, Nikolai Vasilyev, não teve permissão para estar presente. No final de 2021, ela foi rotulada como agente estrangeira pelo Ministério da Justiça da Rússia e mudou-se para Tbilisi, na Geórgia, nos EUA.
Sua revista publicou notícias sobre a invasão russa da Ucrânia em 2022. Em 2022, o estado russo aprovou novas leis que tornavam ilegal a publicação de notícias "falsas". Seus jornalistas enfrentariam penas de prisão de até quinze anos por infringir essas leis. O Comitê para a Proteção dos Jornalistas disse que os jornalistas estavam emigrando em "massas" para evitar a nova censura. Taisia estimou que 150 colegas haviam partido e cerca de 12 de sua equipe já haviam deixado o país. Ela disse que eles estavam rompendo contato com jornalistas que decidiram ficar na Rússia para garantir sua segurança.
Em 2022, a BBC a incluiu com duas outras mulheres russas em sua lista das 100 mulheres inspiradoras do ano. A BBC citou sua cobertura dos direitos das mulheres e da invasão russa da Ucrânia. Ela foi citada dizendo ". . . E os direitos das mulheres são geralmente os primeiros a desaparecer."